# Neoarcturus kensleyi
Neoarcturus kensleyi is een pissebed uit de familie Holidoteidae. De wetenschappelijke naam van de soort is voor het eerst geldig gepubliceerd in 2003 door Poore.